# The Bonnie Blue Flag

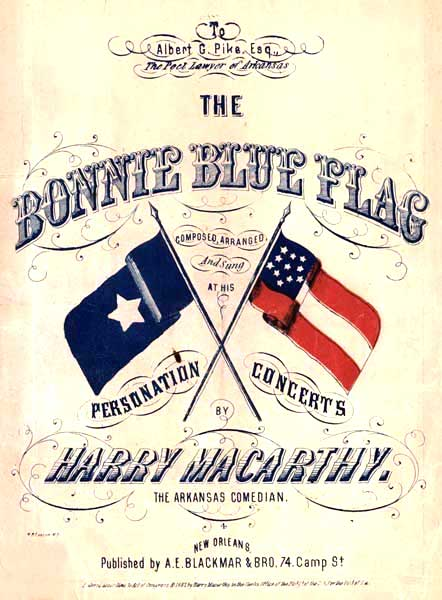
Рекламный плакат песни

«The Bonnie Blue Flag» (известная также как «We Are a Band of Brothers») — одна из самых популярных песен в южных штатах США времён Гражданской войны, неофициальный гимн Конфедерации. Слова были написаны в 1861 году ирландским артистом и комедиантом Гарри Маккарти. Мелодией послужила старинная ирландская песня «The Irish Jaunting Car». Своё название песня получила от англ. Bonnie Blue, первого флага КША. Он представлял собой полотнище с голубым фоном, на котором в центре располагалась белая звезда.

## История

Флаг «Bonnie Blue», упоминаемый в песне

Песня была впервые исполнена весной 1861 года в городе Джексон в штате Миссисипи. В сентябре того же года «The Bonnie Blue Flag» была спета на концерте в Академии музыки Нового Орлеана. В качестве зрителей были приглашены военнослужащие Армии Конфедеративных Штатов Америки. Новую песню ожидал большой успех среди военнослужащих, и вскоре она стала второй по популярности среди патриотических песен в южных штатах после «Дикси». Маккарти начал зарабатывать деньги, разъезжая по стране и давая концерты, на которых исполнялась «The Bonnie Blue Flag». Он также сочинил ещё две патриотические песни, англ. «Missouri and The Volunteer» и англ. «It Is My Country’s Call», которые, однако не пользовались большой популярностью.

## Использование
Песня использовалась в нескольких исторических фильмах. В кинокартине «Кавалеристы» «The Bonnie Blue Flag» была исполнена солдатами южан. В эпическом спагетти-вестерне «Хороший, плохой, злой» припев был исполнен группой подвыпивших гуляк. В американском сериале «Ад на колёсах» песня поётся солдатами Конфедерации. В фильме «Боги и генералы» песню поют офицеры Юга вместе с музыкальным ансамблем. В Bioshock Infinite можно услышать в холле Солдатского поля.

## Текст песни
We are a band of brothers

And native to the soil,

Fighting for the property

We gained by honest toil;

And when our rights were threatened,

The cry rose near and far--

"Hurrah for the Bonnie Blue Flag

That bears a single star!"

Припев:

Hurrah! Hurrah!

For Southern rights hurrah!

Hurrah for the Bonnie Blue Flag

That bears a single star.

As long as the Union

Was faithful to her trust,

Like friends and like brothers

Both kind were we and just;

But now, when Northern treachery

Attempts our rights to mar,

We hoist on high the Bonnie Blue Flag

That bears a single star. 

Припев

First gallant South Carolina

Nobly made the stand,

Then came Alabama,

Who took her by the hand.

Next quickly Mississippi,

Georgia and Florida

All raised on high the Bonnie Blue Flag

That bears a single star. 

Припев

Ye men of valor, gather round

The banner of the right;

Texas and fair Louisiana

Join us in the fight.

Davis, our loved president,

And Stephens statesmen are;

Now rally round the Bonnie Blue Flag

That bears a single star.

Припев

And here's to old Virginia--

The Old Dominion State--

Who with the young Confederacy

At length has linked her fate;

Impelled by her example,

Now other states prepare

To hoist on high the Bonnie Blue Flag

That bears a single star. 

Припев

Then cheer, boys, cheer;

Raise the joyous shout,

For Arkansas and North Carolina

Now have both gone out;

And let another rousing cheer

For Tennessee be given,

The single star of the Bonnie Blue Flag

Has grown to be eleven. 

Припев

Then here's to our Confederacy,

Strong are we and brave;

Like patriots of old we'll fight

Our heritage to save.

And rather than submit to shame,

To die we would prefer;

So cheer for the Bonnie Blue Flag

That bears a single star. 

Припев